# British and Irish Magnetic

La British and Irish Magnetic était l'une des plus grandes sociétés britanniques de télégraphe au moment du vote de la loi les nationalisant en juillet 1868.

## Histoire
À sa création en 1857, la société résulte d'une fusion entre la "British Telegraph Company" et l'"English and Irish Magnetic Telegraph Company", fondées respectivement en 1853 et 1852. La première avait pour mission de valoriser les brevets déposés par William Thomas Henley et David George Foster et la seconde de déployer des câbles sous marins pour relier Londres et Dublin5. La société diffusait aussi un service de nouvelles d'informations générales à la presse anglaise. Ensuite, en janvier 1859, elle a décidé d'acheter à Reuters, pour 800 sterling par an, le droit de diffuser ses informations aux journaux anglais de province.
Elle avait installé près de Londonderry, en Irlande, des employés charger d'intercepter, sur un petit bateau, les nouvelles amenées par les paquebots d'Amérique, pour les télégraphier ensuite rapidement à Dublin et Londres. 
Critiquée pour ses tarifs élevés, elle sera nationalisée après le Telegraph Act de 1869, comme les quatre autres grands opérateurs du pays, à la suite d'une campagne de Frank Ives Scudamore, dirigeant du Post Office britannique, malgré les protestations de ces compagnies.